# Crematogaster oxygynoides
Crematogaster oxygynoides är en myrart som beskrevs av Santschi 1934. Crematogaster oxygynoides ingår i släktet Crematogaster och familjen myror. Inga underarter finns listade i Catalogue of Life.